# Голланд, Константин
Константин Голланд (1804, Белосток — 1868) — оперный певец (тенор), актёр и режиссёр Петербургской Немецкой труппы Российских императорских театров.

## Биография
Родился в Белостоке на территории Польши; учился в Бреславском и Берлинском университетах в 1822—1825 гг.. Был артистом Петербургской Немецкой труппы Российских императорских театров, но когда поступил на службу туда — неизвестно. Источники дают информацию, что с 1837 года он стал режиссёром в этой труппе.
Композитор Г.Берлиоз сказал о нём: «даровитый актёр, с редким мастерством фразирующий».
Роли и постановки К. Голланда тоже неизвестны. Из всего репертуара до нашего времени дошло исполнение им главной партии в опере Д. Обера «Немая из Портичи» на сцене Петербургского Большого Каменного театра в начале 1830-х годов.
История постановки этой оперы в Петербурге интересна сама по себе. Сюжет оперы, ставшей первой большой оперой и начавшей новую эпоху в этом виде искусства, затрагивает реальные события восстания в Неаполе в 1647 году против испанского владычества под руководством Мазаньелло. По традиции времени, реальные события перемежаются в сюжете с вымышленными. Поскольку для героини оперы, соблазненной девушки Фенеллы, достойной оперной певицы композитор в своем окружении не обнаружил, он сделал её немой, и её партия была отдана балерине. К тому времени, когда опера пришла в Россию, она уже прошла по театрам Европы и постановкой в театре Ла Монне 25 августа 1830 года спровоцировала Бельгийскую революцию. В России, где никакие движения масс не приветствовались, а считаться европейским государством хотелось, опера была поставлена в начале 1830-х годов под названием «Фенелла», сюжет несколько видоизменен, а главного героя Мазаньелло, чтобы не вызывать неправильных ассоциаций, переименовали в Фиорелло, партию которого с огромным успехом исполнял Константин Голланд. В балетной партии его сестры Фенеллы сначала была занята балерина Е.Телешова, а чуть позже её сменила начинающая танцовщица, недавняя выпускница Петербургской театральной школы, дебютировавшая в этой партии в 1834 году Марья Новицкая (будущая жена выдающегося русского артиста Н. О. Дюра). Успех партнёрства Голланда и Новицкой был столь огромен, что получил отображение и в других видах искусства, и в художественной литературе. Ныне в Музее изобразительных искусств им. А. С. Пушкина в Москве хранится литография первой половины XIX века с рисунком П. Ив. Брюлло, где изображены Новицкая и Голланд в финальной сцене оперы спектакля 14 января 1834. Спектакль был отмечен М. Ю. Лермонтовым в незаконченной повести «Княгиня Лиговская»:

Печорин, закутанный в шинель и надвинув на глаза шляпу, старался продраться к дверям, он поровнялся с Лизаветою Николаевной Негуровой; на выразительную улыбку отвечал сухим поклоном, и хотел продолжать свой путь, но был задержан следующим вопросом: «Отчего вы так сериозны, Msr. George? — вы недовольны спектаклем?» 

— Напротив, я во всё горло вызывал Голланда!..

— Не правда ли, что Новицкая очень мила!..

— Ваша правда.

— Вы от неё в восторге.

— Я очень редко бываю в восторге.

М. Ю. Лермонтов. «Княгиня Лиговская» (1836 г. — не завершено).
Константин Голланд скончался 1868 году.